# Leah Crouse
Pour les articles homonymes, voir Crouse.
Leah Crouse est une joueuse américaine de hockey sur gazon. Elle évolue au poste de milieu de terrain / attaquante au TCOYO et avec l'équipe nationale américaine.

## Biographie
- Naissance le 19 avril 2001 à Macungie.
- Élève à l'Université de Caroline du Nord.

## Carrière
Elle a fait ses débuts en équipe première le 16 avril 2022 contre l'Argentine à Buenos Aires lors de la Ligue professionnelle 2021-2022.

## Palmarès
- : 3e à la Coupe d'Amérique U21 2021.